# Zoulous
 (décembre 2020).
Si vous disposez d'ouvrages ou d'articles de référence ou si vous connaissez des sites web de qualité traitant du thème abordé ici, merci de compléter l'article en donnant les références utiles à sa vérifiabilité et en les liant à la section « Notes et références ».
Cet article concerne le peuple. Pour la langue, voir zoulou.
Pour l’article ayant un titre homophone, voir Zulu.
- 0–20 %
- 20–40 %
- 40–60 %
- 60–80 %
- 80–100 %

Les Zoulous sont un peuple bantou d'Afrique australe, en partie sédentarisé, qui se trouve principalement en Afrique du Sud.
Le peuple zoulou (son nom vient de l’expression amaZulu, « le peuple du ciel ») fut unifié par le roi Chaka, qui fit de son clan de 1 500 personnes une nation redoutable par la conquête et l'assimilation. L'unification zouloue est en partie responsable du mfecane, la vague chaotique d'émigration de clans au-delà des rivières Tugela et Pongola, nouvelles limites du KwaZulu.
Reconnus pour leur armée formidable (impi), les Zoulous se heurtent aux colons boers et à l'armée britannique au XIXe siècle avec un acharnement et des tactiques qui prirent à plusieurs reprises les Européens au dépourvu (victoire zouloue à la bataille d'Isandhlwana pendant la guerre anglo-zouloue de 1879). La majeure partie des Zoulous aujourd'hui sont cultivateurs, mais l'urbanisation en a attiré un grand nombre vers les villes au cours du XXe siècle. Les Zoulous urbains se trouvent principalement au Witwatersrand, zone minière dans la province de Gauteng comprenant Johannesbourg et à Durban (dont le nom zoulou est eThekwini), port important du KwaZulu-Natal. La vannerie, la garniture de perles et les chants zoulous sont célèbres.
Sur le plan politique, les Zoulous sont depuis 1980 profondément divisés entre partisans du Congrès national africain (ANC, fondé en 1912) et ceux du Parti Inkatha de la liberté (IFP, fondé en 1975). De violentes émeutes éclatent entre ces partis, dans l'attente de la première élection de l'après-apartheid (Élections générales sud-africaines de 1994). L'IFP l'emporte (uniquement) au KwaZulu-Natal, mais son vote est légèrement en recul aux élections récentes. Depuis quelques années, l'IFP est en coalition avec l'ANC.

## Ethnonymie
| Singulier (une personne zouloue) | umZulu  |
| Pluriel (le peuple zoulou)       | amaZulu |
| Langue (la langue zouloue)       | isiZulu |

## Histoire

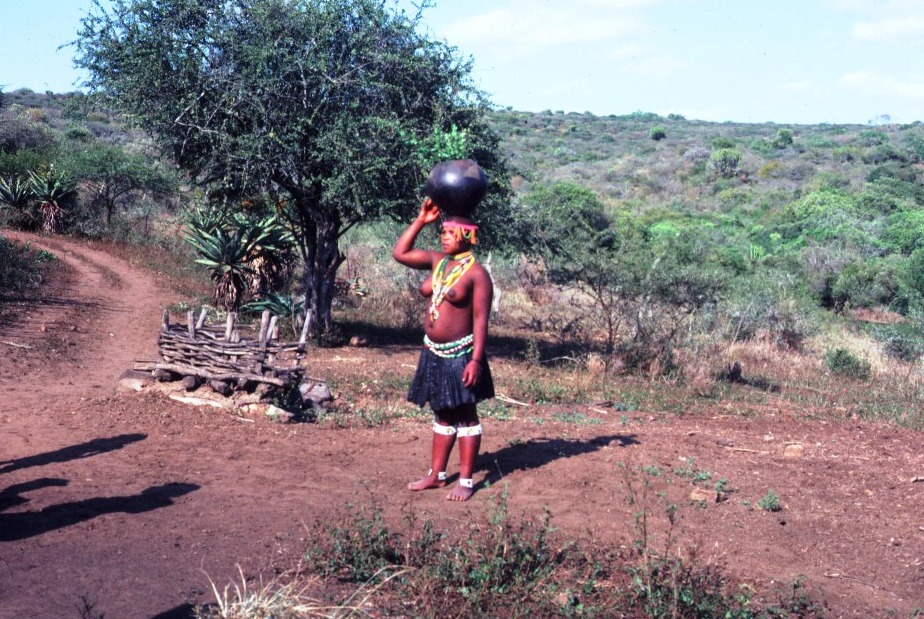
Femme en habits traditionnels et portant une calebasse.

La patrie d'origine des Zoulous semble se situer dans la région de la Tanzanie moderne. Leur présence en Afrique du Sud remonte au XIVe siècle. Tout comme les Xhosa qui se sont installés en Afrique du Sud au cours des vagues migratoires bantoues antérieures, les Zoulous ont assimilé de nombreux sons des langues san et khoï, celles des premiers habitants de la contrée. De ce fait, le zoulou et le xhosa ont préservé de nombreuses consonnes à clics (sons qu'on ne rencontre qu'en Afrique du Sud), en dépit de l'extinction de nombreuses langues khoïsan.
Le zoulou, comme toutes les langues indigènes d'Afrique du Sud, était un langage parlé jusqu'à l'arrivée de missionnaires européens, qui l'ont transcrit en utilisant l'alphabet latin. Le premier document rédigé en zoulou fut une traduction de la Bible, parue en 1883. En 1901, John Dube, un zoulou du Natal, créa le Ohlange Institute, le premier établissement d'enseignement indigène d'Afrique du Sud.

### Origines
Les Zoulous étaient à l’origine un clan mineur, fondé en 1709 par kaNtombhela Zoulou, dans ce qui est aujourd’hui le KwaZulu-Natal. Ils appartenaient au groupe des Nguni qui occupait la région. Les Nguni ont migré de la côte est de l’Afrique et se sont installés en Afrique du Sud aux alentours de 800 apr. J.-C.
iZulu, iliZulu ou liTulu, selon les dialectes nguni, signifie « ciel ».

### Royaume zoulou
Les Zoulous créent en 1816 un puissant royaume sous le conquérant Chaka qui, doté comme ses prédécesseurs d'un large pouvoir sur la tribu, mène l'armée de la confédération Mthethwa, prend la suite de son mentor Dingiswayo et fait d'une confédération de tribus hétérogènes un empire sous hégémonie zouloue.

### Guerre contre les Anglais
Le 11 décembre 1878, les Britanniques délivrèrent un ultimatum aux quatorze chefs représentant Cetshwayo. Les clauses de l’ultimatum étaient inacceptables du point de vue du roi zoulou. Les forces britanniques traversèrent la rivière Thukela à la fin de décembre 1878. Le 22 janvier 1879, les zoulous défirent les Britanniques à la bataille d'Isandhlwana mais ils connurent plusieurs défaites les laissant dans une position inconfortable. La guerre se termina finalement par la défaite zouloue le 4 juillet 1879 après de grandes difficultés pour les Anglais, l'armée zouloue se révélant tenace.

### Colonisation

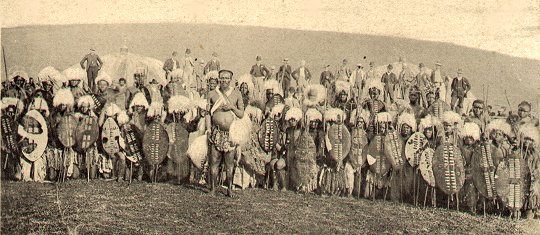
Guerriers zoulous de la fin du XIXe siècle.

Après la capture de Cetshwayo kaMpande un mois après la défaite, les Britanniques divisent le royaume zoulou en treize potentats. Ces petits royaumes se combattent jusqu'à ce qu'en 1883 Cetshwayo soit réinstallé comme roi du Zululand. Les combats ne cessent pas et le roi se voit contraint de fuir son territoire sous les attaques victorieuses de Zibhebhu, l'un des treize roitelets, soutenu par les mercenaires boers. Cetshwayo meurt en février 1884, peut-être empoisonné, et son fils de quinze ans, Dinuzulu kaCetshwayo, lui succède. Les guerres intestines se poursuivent pendant des années, jusqu'à l'absorption définitive du Zululand dans la colonie du Cap.

### L’apartheid

#### Le bantoustan du KwaZulu

Drapeau du Kwazulu.

Sous l’apartheid, le bantoustan du KwaZulu (Kwa signifiant « terre de ») fut créé en 1970 sous le nom de Zululand (il prit son nom actuel en 1977). On prévoyait que tous les Zoulous deviendraient citoyens du KwaZulu, perdant ainsi leur citoyenneté sud-africaine. La patrie ainsi créée était composée d’une multitude de terres éparses. Des centaines de milliers de Zoulous vivant en dehors du KwaZulu furent dépossédés et furent déplacés par la force dans de moins bonnes terres. En 1993, environ 5,2 millions de Zoulous vivaient dans le KwaZulu et environ 2 millions dans le reste de l’Afrique du Sud. Le ministre en chef du KwaZulu fut, de sa création en 1970 jusqu’en 1994, Mangosuthu Buthelezi. En 1994, la province du Natal fut rattachée au KwaZulu, le tout formant désormais, le KwaZulu-Natal.

#### Inkatha Freedom Party
En 1975, Buthelezi recréa le Inkatha YaKwaZulu, prédécesseur du Parti Inkatha de la liberté (ou IFP). Cette organisation était théoriquement un mouvement de protestation contre l’apartheid, mais plus conservatrice que l’ANC. Par exemple, Inkatha était opposé à la lutte armée et aux sanctions contre l’Afrique du Sud. Inkatha était à l’origine en bons termes avec l’ANC, mais les deux organisations entrèrent en opposition en 1979 à la suite des émeutes de Soweto.
À cause de ses positions de plus en plus en faveur du gouvernement de l’apartheid, Inkatha fut la seule grande organisation reconnue comme représentative des opinions des noirs sud-africains par le gouvernement de l’apartheid ; l’ANC et les autres mouvements furent bannis. À la différence des leaders du Transkei, du Ciskei, du Bophuthatswana et du Venda, Buthelezi n’a jamais accepté la pseudo-indépendance offerte lors de la politique du Separate Development, en dépit de fortes pressions de la part du gouvernement blanc.[réf. nécessaire]

#### Violence politique
Dès 1985, des membres de mouvements d’opposition s’engagèrent dans des luttes sanglantes. La violence politique apparut d’abord entre les membres d'Inkatha et de l’ANC, ce qui donna lieu à des atrocités commises des deux côtés. On suppose qu’elles furent alimentées par le gouvernement de l’apartheid à travers une aide plus ou moins directe à l’Inkatha. Les violences continuèrent tout au long des années 1980 et s’accentuèrent dans les années 1990 lors des premières élections nationales de 1994.

## Les Zoulous aujourd'hui
Le départ des hommes, obligés de s'en aller à la recherche d'un travail, a provoqué l'éclatement de la cellule familiale, sur laquelle reposait l'organisation sociale zouloue. Et la polygamie, qui était naguère la règle,, est devenue l'exception : il est difficile dans les conditions économiques d'aujourd'hui d'entretenir plusieurs épouses.

## Culture

### Langue
La langue des Zoulous est la langue zoulou (ou encore isiZulu, une langue bantoue), plus exactement un sous-groupe Nguni. Le zoulou est la langue la plus parlée en Afrique du Sud où elle est une langue officielle. Plus de la moitié de la population est capable de la comprendre, avec plus de 9 millions de personnes dont c'est la langue maternelle et plus de 15 millions qui la parlent couramment. Beaucoup de Zoulous parlent aussi l'anglais, le portugais, le tsonga, le sotho et d'autres langues en Afrique du Sud.

### Musique
Certains affirment que les Zoulous ont développé une tradition vocale extraordinaire parce que, faute d'arbres de grande taille, ils ne pouvaient fabriquer d'instruments.[réf. nécessaire] Cette tradition a évolué, intégrant les chants religieux à quatre voix apportés par les colonisateurs européens. Siyahamba, un chant traditionnel zoulou, s'inscrit dans le courant des chants de dévotion a cappella. Ses paroles signifient « Nous marchons dans la lumière de Dieu ».
La musique et la danse zouloues ont été mondialement diffusées notamment grâce aux reprises de chansons traditionnelles (comme The Lion Sleeps Tonight) et l'artiste international Johnny Clegg.

### Habillement

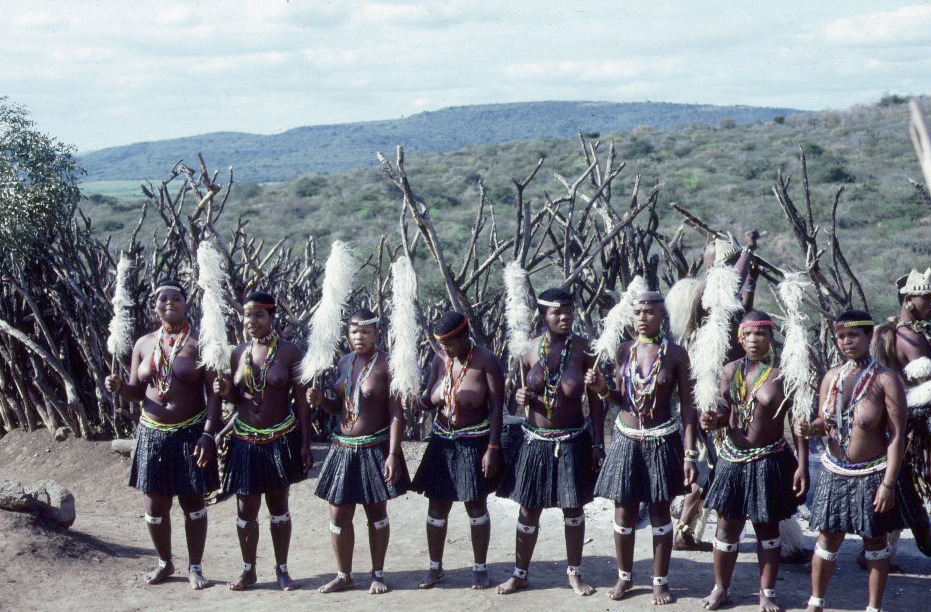
Femmes lors d'une cérémonie.

L'habillement traditionnel de l'homme est habituellement léger : un tablier en deux parties (semblable à un pagne) qui recouvre les parties génitales et les fesses. La pièce de devant est appelée umutsha, et est habituellement fait en peau de springbok ou d'un autre animal torsadé en bandes qui recouvre les parties génitales. La partie arrière qui est appelée ibheshu, est faite d'une pièce unique en peau de springbok ou d'un bovin. Sa longueur est habituellement un indicateur de l'âge et de la position sociale : les amabheshu (pluriel de ibheshu) les plus longs sont portés par les hommes âgés. Les hommes mariés portent aussi un bandeau, appelé le umqhele, qui est aussi fait en peau de springbok ou en cuir de léopard pour les hommes de haut rang social, comme les chefs. Les hommes portent aussi des bracelets et des chaînes aux chevilles appelés imishokobezi pendant les cérémonies, rituels, comme les mariages et les danses.

### Religion et croyances

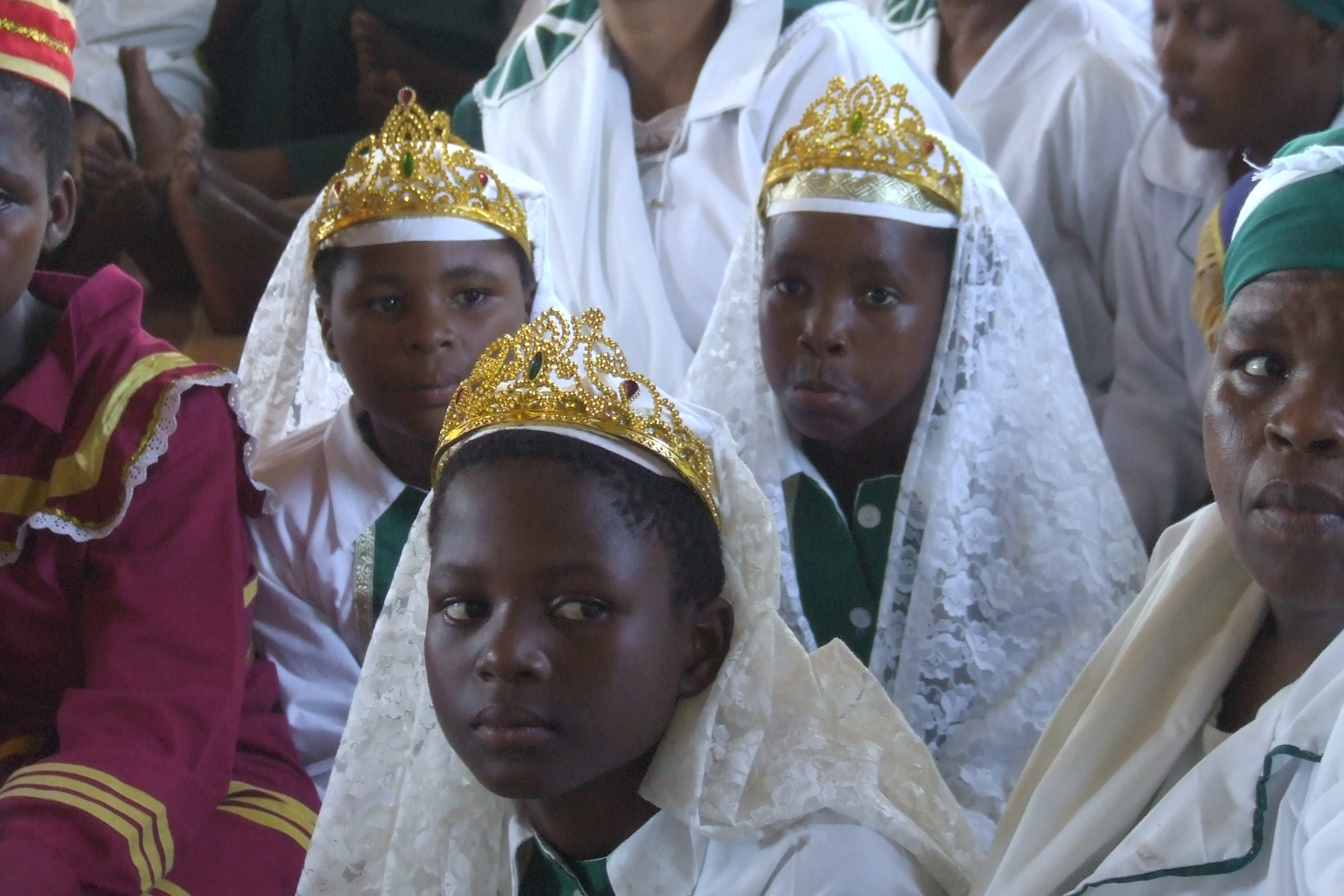
Fidèles zoulous dans une église africaine près de Oribi Gorge.

La plupart des zoulous se réclament du christianisme. Quelques-unes des églises auxquelles ils appartiennent sont l'African Initiated Church, en particulier l'Église chrétienne de Sion et diverses églises, bien que l'appartenance aux principales églises européennes (l'Église réformée hollandaise, l'Église anglicane et le catholicisme) soit aussi assez répandue. Néanmoins, les Zoulous gardent leurs croyances pré-coloniales du culte des ancêtres sous forme d'un syncrétisme avec le christianisme.
La religion zouloue possède un dieu créateur, Nkulunkulu, qui interagit aussi dans la vie quotidienne des humains, bien que cette croyance se révèle être le résultat des efforts des premiers missionnaires pour adapter le dieu chrétien à la culture zouloue. Traditionnellement, la croyance la plus forte chez les Zoulous sont les esprits des ancêtres (Amatongo ou Amadhlozi), qui ont le pouvoir d'intervenir en bien ou en mal dans la vie des gens. Cette croyance perdure parmi la population zouloue.

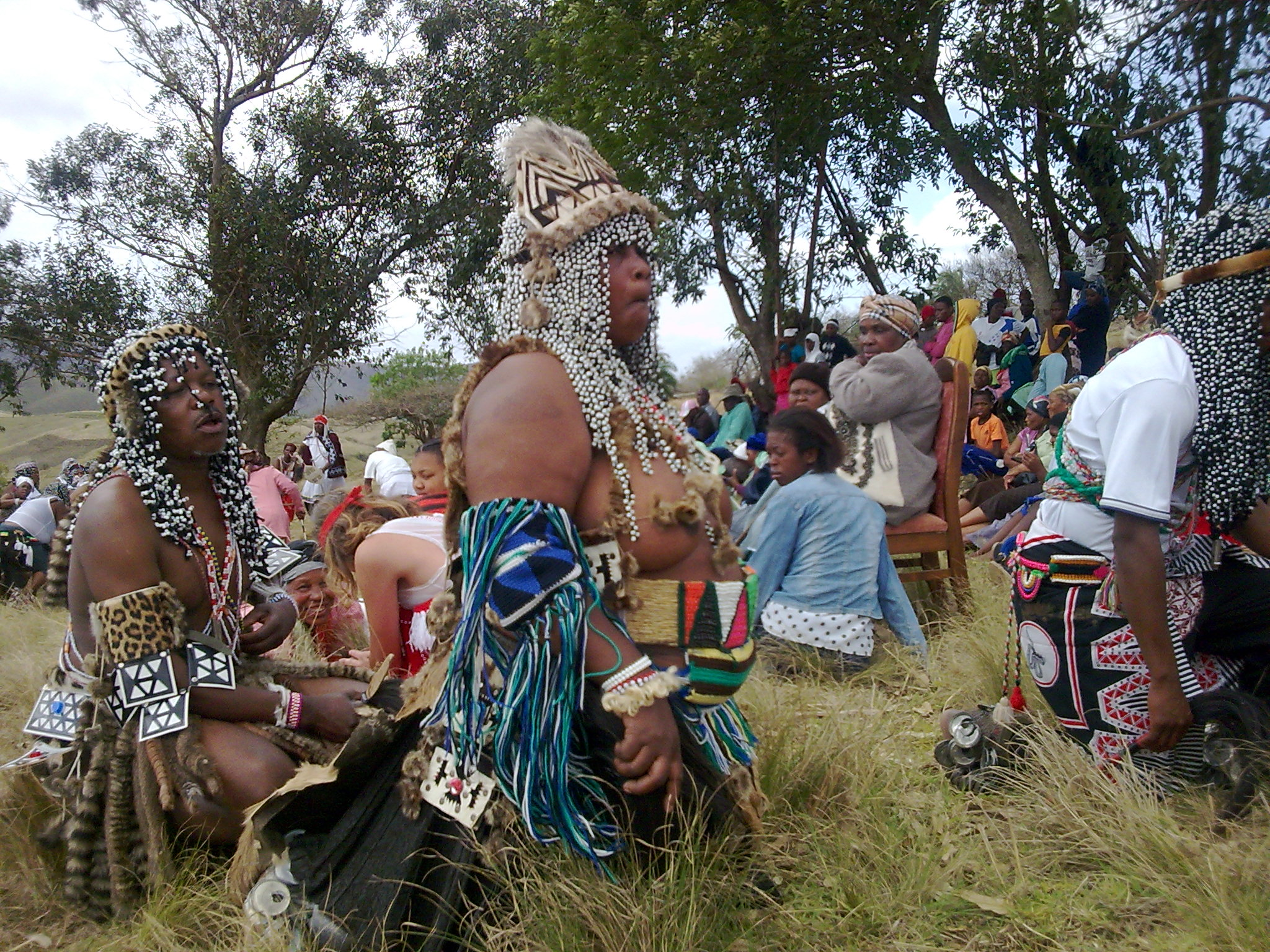
Sangoma zoulous (guérisseurs).

Pour communiquer avec le monde spirituel, le sorcier (sangoma) doit invoquer les ancêtres à travers un rituel de divination. Alors, un herboriste (inyanga) prépare une mixture à consommer (muti) pour influencer les ancêtres. Les sorciers et les herboristes jouent un rôle important dans la vie quotidienne des Zoulous. Néanmoins, il existe une différence entre le muti blanc (umuthi omhlope), qui a des effets positifs, comme la guérison, la prévention ou la fin de la malchance, et le muti noir (umuthi omnyama), qui peut apporter maladies et mort aux autres, ou une santé mal acquise à celui qui en use. Les pratiquants du muti noir sont considérés comme des sorciers du mal et sont rejetés par la société.
Le christianisme a eu du mal à s'implanter dans la population zouloue, et l'a fait de manière syncrétique. Isaiah Shembe, considéré comme le messie zoulou, présente une forme de christianisme mélangé aux traditions locales.
L'oiseau-foudre, ou impundulu, est une créature légendaire liée à la foudre et à la sorcellerie.

#### Ouvrages anciens
(ordre chronologique)
- (en) Nathaniel Isaacs, Travels and adventures in eastern Africa, descriptive of the Zoolus, their manners, customs, etc. etc. : with a sketch of Natal, Edward Churton, Londres, 1836, 2 vol.
- (fr) Adulphe Delegorgue, Voyage dans l'Afrique Australe : notamment dans le territoire de Natal dans celui des Cafres Amazoulous et Makatisses et jusqu'au tropique du Capricorne, exécuté durant les années 1838, 1839, 1840, 1841, 1842, 1843 & 1844, A. René, 1847, 2 vol.
- (en) Henry Callaway (R. P.), The religious system of the Amazulu : izinyanga zokubula, or, divination, as existing among the Amazulu, in their own words, J.A. Blair, Springvale (Natal), 1870, 448 p. (rééd. ultérieures)
- (en) David Leslie, Among the Zulus and Amatongas : with sketches of the natives, their language and customs; and the country, products, climate, wild animals, &c. being principally contributions to magazines and newspapers, Wm. Gilchrist, Glasgow, 1875, 436 p.
- (en) James Anson Farrer, Zululand and the Zulus : their history, beliefs, customs, military system, home life, legends, etc., etc., and missions to them, Kerby & Endean, Londres, 1879 (2e éd.), 151 p.
- (fr) Paul Deléage, Trois mois chez les Zoulous et les derniers jours du Prince impérial, E. Dentu, 1879, 370 p.
- (fr) Bénédict Henry Révoil, Les zoulous et les cafres : mœurs, coutumes, guerre avec les Anglais, etc., Librairie de J. Lefort, Lille, 1880, 196 p.
- (en) Walter Robert Ludlow, Zululand and Cetewayo : containing an account of Zulu customs, manners, and habits, after a short residence in their kraals, with portrait of Cetewayo, and 28 illustrations from original drawings, Simpkin, Marshall, and Co, Londres, 1882, 219 p.
- (fr) Émile de La Bédollière, Au pays des Zoulous et des cafres, Barbou, Limoges, 1882, 88 p.
- (en) Josiah Tyler (Rev.), Forty years among the Zulus, Congregational Sunday-school and publishing society, Boston, Chicago, 1891, 300 p.

#### Écrits contemporains
- (en) Donald R. Morris, The washing of the spears : a history of the rise of the Zulu nation under Shaka and its fall in the Zulu War of 1879, Simon & Schuster, New York, 1971, 1965, 655 p.
- (en) Vusamazulu Credo Mutwa, Zulu shaman : dreams, prophecies, and mysteries, Destiny Books, Rochester (Vt), 2003 (éd. 1996 : Song of the Stars), 224 p. (ISBN 978-0-89281-129-8)
- (en) Jonathan Sutherland et Diane Canwell, The Zulu kings and their armies, Pen & Sword Military, Barnsley (South Yorkshire, England), 2004, 198 p.  (ISBN 978-1-84415-060-1)
- (en) Alex Zaloumis, Zulu tribal art, AmaZulu Publishers, Le Cap, 2000, 301 p.
- (fr) Véronique Faure, Ethnicité et stratégies nationalistes : les Zoulous et l'Inkatha, Université de Bordeaux 4, 1996, 2 vol., 712 p.
- (fr) Philippe Gervais-Lambony, L'Afrique du Sud et les États voisins, Paris, Masson & Armand Colin Éditeurs, 1997, 253 p.
- (fr) François Lafargue, Les Zoulous en Afrique du Sud : Éveil d'un pays, réveil d'une ethnie, Centre de recherches et d'analyses géopolitiques, 1996, 708 p.
- (fr) Tidiane N'Diaye, L'Empire de Chaka Zoulou, L'Harmattan, Paris (Collection Études africaines) 2002, 250 p.
- (fr) Tidiane N'Diaye, L'Éclipse des Dieux, Éditions du Rocher, Paris 2004, 317 p.
- (fr) Sylvain Guyot, Rivages zoulous : l'environnement au service du politique en Afrique du Sud, Karthala, 2006, 250 p.  (ISBN 978-2-84586-767-3)
- (fr) John Mack, Les Zoulous, Granger frères, 1981, 48 p.  (ISBN 978-0-88551-503-5)
- (fr) Jean Sévry, Chaka, empereur des Zoulous : histoire, mythes et légendes, L'Harmattan, 1991, 251 p.  (ISBN 978-2-7384-0836-5)

### Romans
- Quand le lion a faim, Wilbur Smith, 1964
- L'alliance, James A. Michener, Seuil, 1998
- Zulu, Caryl Férey, Gallimard, 2008
- L'appel de la lune, Tidiane N'Diaye, Gallimard, 2017
- Les fils du ciel, Philippe Morvan, Calmann-Lévy, 2021

### Bandes-dessinées
- Zoulouland, une série de bande-dessinée de Georges Ramaïoli retraçant l'histoire de la guerre anglo-zouloue ainsi que l'histoire de Chaka Zulu.
- Cato Zoulou, Hugo Pratt, Casterman, 1987
- Chaka, Jean-François Chanson et Koffi Roger N’Guessan, L'Harmattan, 2018
- Zwanna, Son of Zulu, Nabile P. Hage et John Ruiz, Dark Zulu Lies editor, 1993

### Discographie
- (fr) Colenso Abafana Benkokhelo, Afrique du Sud : polyphonies Zulu, Buda Records, Paris, 1997 (CD)
- (en) Spirit of the Zulu, Traditional Music Of The Zulu & North Sotho, The Gold Collection, 2005 (2 CD)

### Filmographie
- Zoulou, film britannique réalisé par Cy Endfield (1964)
- L'Ultime Attaque (Zulu Dawn), film américain de Douglas Hickox (1979)
- Ubuhle Bembali (La beauté des fleurs), film documentaire musical français d'Emmanuelle Bidou, Ministère de la culture et de la communication, Centre national de la cinématographie, Paris, 2002, 57 min (VHS)
- Amours zoulous, film documentaire français d'Emmanuelle Bidou, 2004 ?, 52 min
- Shaka Zulu, feuilleton télévisé sud-africain (William C. Faure; écrit par Joshua Sinclair pour la South African Broadcasting Corporation, SABC - 1986).
- Shaka iLembe, série télévisée en 12 épisodes (1re saison) diffusée sur la chaîne Mzansi Magic de Mnet en 2023.
- Blood River, minisérie de Gaia Guasti et Aurélien Molas en quatre épisodes, diffusée par Arte.